# Oberstufenrealgymnasium
Das Oberstufenrealgymnasium (ORG) ist eine spezielle Schulform österreichischer Gymnasien. Es wird nur in der Oberstufe angeboten; der Übertritt ist entweder von der Unterstufe eines Gymnasiums oder von der 4. Klasse Hauptschule möglich (8. Schulstufe). Das Bundesoberstufenrealgymnasium als Bundesschule wird mit BORG bezeichnet.

## Geschichte
Die Schulform wurde 1962 unter der Bezeichnung Musisch-pädagogisches Realgymnasium (MPRG) eingeführt. Zweck der Schule war die Nachfolge der Lehrerbildungsanstalten insbesondere als Vorbereitung auf den Besuch der Pädagogischen Akademie als Ausbildungsstätte von Lehrern für den Pflichtschulsektor (Volksschullehrer und Unterstufe) und für Sozialberufe.
Die Form wurde anfangs noch als fünfjährige (9.–13. Schulstufe) Sonderform (Schulversuch) einer Allgemeinbildenden höheren Schule (AHS) mit Maturaabschluss geführt.
Ab 1969 wurde die Form wie die anderen AHS vierjährig geführt.
Mit 1975 wurde die Schulform in das Regelschulsystem übernommen, dabei wurde aber die ursprüngliche spezielle Zielsetzung wie auch die Fächerspezialisierung aufgegeben und die Form schlicht Oberstufenrealgymnasium genannt, mit einem an das Realistische Gymnasium angelehnten Lehrplan. Zweck der Schulform war, insbesondere im ländlichen Raum schnell schlanke höhere Schulen aufzubauen und Hauptschülern den direkten Weg zur Reifeprüfung zu ermöglichen – in der Zeit waren Gymnasien oft auch für Fahrschüler zu weit entfernt und eine Internatsschule die einzige Alternative. Die musisch orientierte Bildung wurde in die Schulart des Musischen Gymnasiums übernommen, schon in den 1980ern wurde die Situation etwa der Musikerziehung an Oberstufenrealgymnasien als „nicht so günstig“ beurteilt.
Die Anforderungen wurden auf den Abschluss der 4. Klasse (8. Schulstufe) Hauptschule abgestimmt, sollten also ermöglichen, entweder über die Polytechnische Schule eine Lehrberufsausbildung anzustreben oder über das ORG einen höheren Bildungsweg zu gehen. Die Schulform war und ist bis heute weit verbreitet, 1969/70 kamen mehr als ein Viertel (28,9 %) aller AHS-Maturanten von einem Musisch-pädagogischen Realgymnasium, 1993 26 % von einem Oberstufenrealgymnasium.
Mit dem Ausbau der vollständigen Gymnasien wie auch in Städten geriet das Oberstufenrealgymnasium durch die weniger hohen Einstiegsanforderungen aber sehr schnell in den Ruf eines „Gymnasiums 2. Klasse“.
Daher wurden viele ORGs mit den Vollgymnasien zu einer Schule vereinigt (G/ORG respektive RG/ORG und G/RG/ORG), wo sie einen Klassenzweig darstellen. Zum anderen versuchen heute viele Oberstufenrealgymnasien, über die Schulautonomie besondere – und auch dem regionalen Arbeitsmarkt angepasste – attraktive und moderne Schulschwerpunkte zu entwickeln.

## Voraussetzungen für die Aufnahme
Voraussetzung ist der erfolgreiche Abschluss einer 4. Klasse AHS oder Neuen Mittelschule. Beim Besuch der 1. Leistungsgruppe in den Gegenständen Deutsch, lebende Fremdsprache und Mathematik und wenn in den anderen Gegenständen keine schlechtere Note als „Befriedigend“ erreicht wurde, ist keine Aufnahmeprüfung notwendig.

## Verschiedene Zweige des Oberstufenrealgymnasiums
- ORG mit Instrumentalunterricht
- ORG mit Vokalschwerpunkt (Schulversuch)
- ORG für Studierende der Musik
- ORG mit besonderer Berücksichtigung der musischen Ausbildung
- ORG mit bildnerischem Gestalten und Werkerziehung
- ORG mit verstärktem naturwissenschaftlichen Unterricht
- ORG mit darstellender Geometrie
- ORG mit Informatik
- ORG mit Kommunikation und Medienkunde (Schulversuch)
- ORG mit Sport/für Leistungssportler (oft fünfjährig)

## Die Schulen
| Land             | Anz. | % der Schulen | % der AHS | Schüler | % der Schüler | % der AHS Oberst. | ⌀ Schüler je Schule |
| ---------------- | ---- | ------------- | --------- | ------- | ------------- | ----------------- | ------------------- |
| Burgenland       | 7    | 2             | 64        | 1.393   | 4             | 56                | 199                 |
| Kärnten          | 7    | 2             | 30        | 1.439   | 2             | 26                | 206                 |
| Niederösterreich | 16   | 1             | 28        | 3.957   | 2             | 28                | 247                 |
| Oberösterreich   | 14   | 1             | 29        | 3.937   | 2             | 31                | 281                 |
| Salzburg         | 12   | 3             | 46        | 1.976   | 2             | 30                | 165                 |
| Steiermark       | 18   | 2             | 38        | 4.612   | 3             | 35                | 256                 |
| Tirol            | 10   | 1             | 40        | 2.427   | 2             | 33                | 243                 |
| Vorarlberg       | 7    | 2             | 50        | 1.796   | 3             | 47                | 257                 |
| Wien             | 21   | 3             | 23        | 4.420   | 2             | 19                | 210                 |
| Österreich       | 112  | 2             | 33        | 25.957  | 2             | 28                | 232                 |

Stand: 2012/13; Quelle: Statistik Austria